# Salzersgraben
Der Salzersgraben ist ein linker Zufluss des Erlenbaches im Landkreis Aschaffenburg im bayerischen Spessart.

## Geographie

### Verlauf
Der Salzersgraben entspringt nördlich von Rottenberg am Fuße des Klosterberges (383 m). Er fließt in nördliche Richtung und speist einige Fischweiher. Er mündet vor Erlenbach in den Erlenbach.

### Flusssystem Kahl
- Liste der Fließgewässer im Flusssystem Kahl